# شاخص‌های دموکراسی
شاخص‌های دموکراسی (به انگلیسی: Democracy indices) ابزارهایی کمی و مقایسه‌ای هستند که برای سنجش وضعیت دموکراسی در کشورهای مختلف استفاده می‌شوند.
این شاخص‌ها با استفاده از تعاریف گوناگون از دموکراسی، تلاش می‌کنند تا جنبه‌های گوناگون عملکرد دموکراتیک دولت‌ها را ارزیابی کنند. برخی از این شاخص‌ها کشورهای جهان را به دسته‌هایی چون «دموکراسی کامل»، «دموکراسی معیوب»، «نظام‌های ترکیبی» و «نظام‌های اقتدارگرا» تقسیم می‌کنند و برخی دیگر به صورت پیوسته، میزان دموکراتیک بودن نظام‌ها را بر پایه نمره‌ عددی نشان می‌دهند.

## معیارهای مورد سنجش
شاخص‌های دموکراسی از نظر حوزهٔ پوشش، تعاریف مفهومی، و اولویت‌ دادن به ابعاد مختلف با یکدیگر تفاوت دارند. برخی از جنبه‌های رایج مورد سنجش عبارت‌اند از:
- کیفیت و گسترهٔ نهادهای کلیدی دموکراتیک
- رقابت و فراگیری در نظام انتخاباتی
- آزادی بیان و آزادی‌های مدنی
- کیفیت حکمرانی و پایبندی به هنجارهای دموکراتیک
- تقلب انتخاباتی، مهندسی سیستم رأی‌گیری، یا حمایت عمومی از گزینه‌های ضددموکراتیک[۵][۶]

## شاخص‌های برجسته دموکراسی
برخی از مهم‌ترین شاخص‌های جهانی دموکراسی عبارت‌اند از:
- آزادی در جهان (Freedom in the World) — گزارش سالانه سازمان آمریکایی خانه آزادی که میزان آزادی‌های مدنی و حقوق سیاسی کشورها را ارزیابی کرده و آن‌ها را به سه دسته «آزاد»، «نسبتاً آزاد»، و «غیرفراد» طبقه‌بندی می‌کند.[۷]
- شاخص دموکراسی اکونومیست (Democracy Index) — از سوی واحد اطلاعات اکونومیست منتشر می‌شود. کشورها را به چهار دسته «دموکراسی کامل»، «دموکراسی معیوب»، «نظام ترکیبی» و «نظام اقتدارگرا» تقسیم می‌کند و بر پنج بُعد تمرکز دارد: فرایندهای انتخاباتی و تکثرگرایی، کارکرد دولت، مشارکت سیاسی، فرهنگ سیاسی و آزادی‌های مدنی.[۸]
- شاخص‌های دموکراسی V-Dem — توسط مؤسسه V-Dem در دانشگاه گوتنبرگ سوئد ارائه می‌شود و پنج اصل کلان دموکراسی را اندازه‌گیری می‌کند: انتخاباتی، آزادی‌گرا، مشارکتی، مشورتی و برابری‌طلبانه.[۹]
- شاخص تحول برتلزمان (BTI) — توسط بنیاد برتلزمان ارائه می‌شود و تحول سیاسی و اقتصادی کشورهای در حال گذار را در مسیر دموکراسی قانون‌اساس‌محور و اقتصاد بازار ارزیابی می‌کند.[۱۰]
- شاخص وضعیت جهانی دموکراسی — توسط مؤسسه بین‌المللی دموکراسی و کمک‌های انتخاباتی IDEA ارائه می‌شود و با بهره‌گیری از داده‌های تخصصی، پیمایش‌های کارشناسی، داده‌های مشاهده‌ای و سنجه‌های ترکیبی به ارزیابی عملکرد دموکراتیک کشورها می‌پردازد.
- شاخص برداشت از دموکراسی (Democracy Perception Index) — یک نظرسنجی جهانی سالانه درباره درک عمومی مردم از وضعیت دموکراسی در کشورشان است (مشابه به شاخص ادراک فساد) و توسط ائتلاف برای دموکراسی انجام می‌شود.[۱۱]

## شاخص‌هایی برای جنبه‌های خاص دموکراسی
علاوه بر شاخص‌های کلی دموکراسی، سنجه‌هایی نیز برای اندازه‌گیری جنبه‌های خاص نظام‌های دموکراتیک ایجاد شده‌اند. از جمله:
- شاخص اثربخشی احزاب (Effective Number of Parties): میزان مؤثر بودن احزاب در سیستم حزبی را بر پایه وزن و تأثیر هر حزب محاسبه می‌کند.[۱۲]
- پروژه سلامت انتخابات (Electoral Integrity Project): یک ارزیابی جهانی از سلامت انتخابات در کشورها و نواحی زیرملی، با استفاده از دیدگاه‌های پژوهشگران.
- شاخص آسیب‌پذیری کشورها (Fragile States Index): آسیب‌پذیری کشورها در برابر بحران، درگیری داخلی یا فروپاشی را ارزیابی می‌کند. این شاخص تا سال ۲۰۱۴ با عنوان «شاخص دولت‌های ناکام» شناخته می‌شد.[۱۳]
- شاخص گالاگر (Gallagher Index): میزان تناسب (یا عدم تناسب) بین آرای کسب‌شده توسط احزاب و کرسی‌های به‌دست‌آمده در پارلمان را می‌سنجد.[۱۴]
- شاخص پدرسن (Pedersen Index): میزان بی‌ثباتی سیاسی در سیستم‌های حزبی را اندازه‌گیری می‌کند.

همچنین مفاهیم دیگری مانند میزان مشارکت در انتخابات، رأی بی‌اثر، تأثیر سیاسی و شکاف کارآمدی نیز از جنبه‌های مهم دموکراسی هستند که گاه در پژوهش‌های تجربی سنجیده می‌شوند.

## شاخص‌های تاریخی دموکراسی
برخی شاخص‌ها دیگر امروزه به طور گسترده استفاده نمی‌شوند ولی در تاریخ پژوهش‌های سیاسی تأثیرگذار بوده‌اند:
- شاخص دموکراسی-دیکتاتوری (Democracy-Dictatorship Index): نظام‌ها را به صورت دودویی (دموکراتیک یا غیردموکراتیک) طبقه‌بندی می‌کرد.[۱۶]
- رتبه‌بندی دموکراسی (Democracy Ranking): رتبه‌بندی کشورهای جهان بر اساس توسعه و پیشرفت دموکراتیک، توسط انجمن توسعه و پیشرفت دموکراسی.
- مجموعه داده‌های پلیتی (Polity data series): اطلاعات سالانه از ویژگی‌های اقتدار در رژیم‌ها از سال ۱۸۰۰ تا ۲۰۱۸ را ارائه می‌دهد.
- کدگذاری دوگانه بویکس-میلر-روساتو (Boix-Miller-Rosato coding): شاخص ساده‌ای که نظام‌ها را بر اساس وجود یا عدم وجود معیارهای اساسی دموکراسی طبقه‌بندی می‌کند.[۱۷]
- شاخص واژگانی دموکراسی انتخاباتی (Lexical Index of Electoral Democracy): به ارزیابی دقیق و قابل مشاهده ویژگی‌های ساختاری دموکراسی می‌پردازد.[۱۸]
- شاخص دموکراتیزاسیون: از جمله شاخص‌های پیشگام برای سنجش سطح دموکراتیزاسیون در کشورها بوده است که توسط تاتو وانهانن ایجاد شد.

## نقشه‌های شاخص‌های دموکراسی

شاخص دموکراسی انتخاباتی V-Dem برای سال 2024 [۱۹]
نقشه شاخص دموکراسی اکونومیست 2024
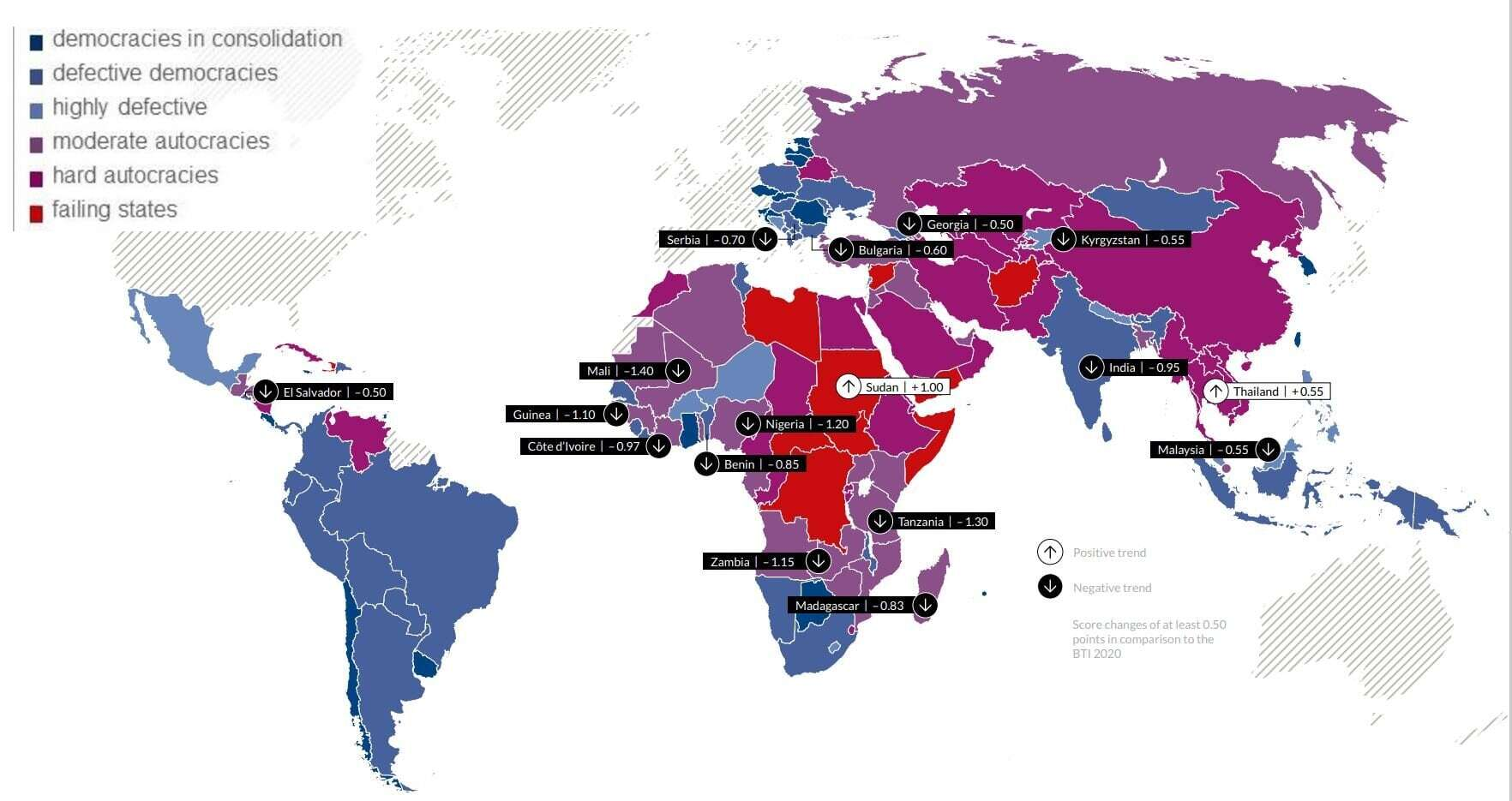
گزارش روند جهانی نتایج شاخص تبدیل Bertelsmann 2022 را تجزیه و تحلیل می‌کند.
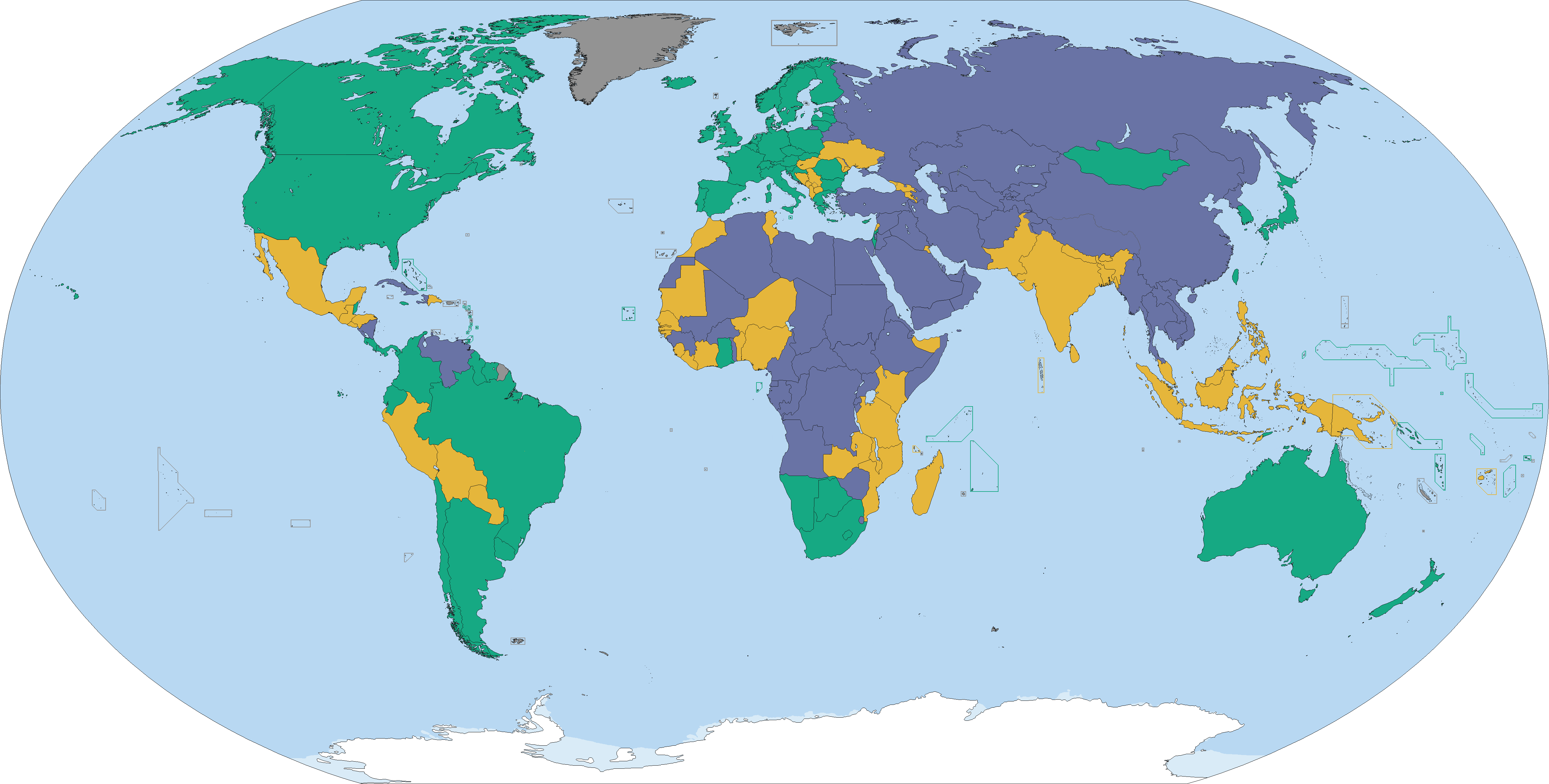
رتبه بندی کشورها از نظرسنجی  آزادی در جهان توسط خانه آزادی برای سال 2022
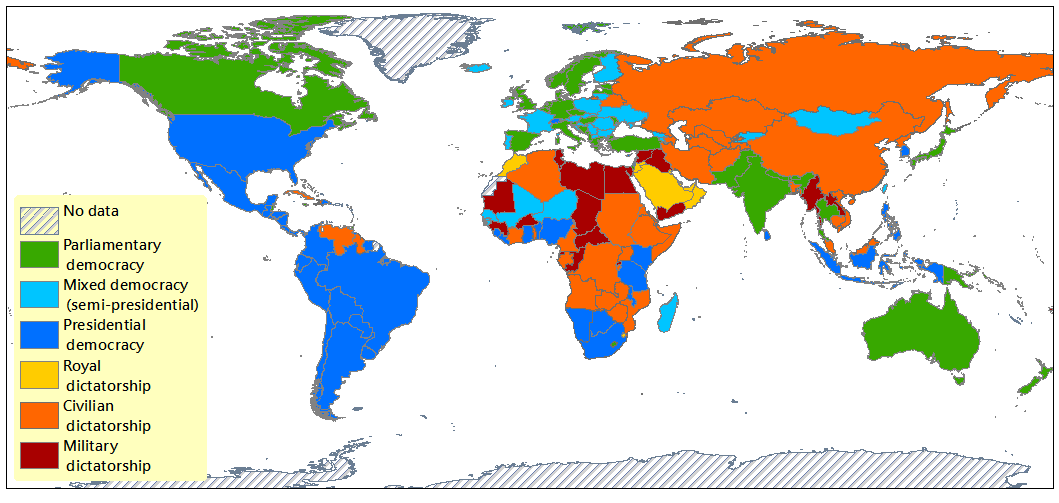
شاخص دموکراسی-دیکتاتوری در سال 2008
شاخص آسیب‌پذیری کشورها 2005-2013

## دشواری‌های سنجش دموکراسی
سنجش دموکراسی به دلیل ماهیت پیچیده آن همواره با چالش‌هایی روبرو بوده است. دموکراسی شامل نهادهای متعددی است که بسیاری از آن‌ها به سختی قابل اندازه‌گیری هستند. به همین دلیل، تعیین رابطه دموکراسی با متغیرهایی مانند نابرابری، فقر یا آموزش دشوار است.
یکی دیگر از مسائل کلیدی در سنجش دموکراسی، اختلاف دیدگاه میان تعریف مینیمالیستی و ماکسیمالیستی از دموکراسی است:
- تعریف مینیمالیستی دموکراسی را صرفاً بر اساس فرایندهای انتخاباتی می‌سنجد.[۲۳]
- تعریف ماکسیمالیستی ویژگی‌های گسترده‌تری مانند کارایی اداری و اقتصادی را نیز در نظر می‌گیرد.[۲۴]

بسیاری از شاخص‌ها مانند Freedom House و Polity IV، دیدگاه ماکسیمالیستی را دنبال می‌کنند، اما از سوی دیگر برخی پژوهشگران بر لزوم لحاظ‌کردن دیدگاه شهروندان در سنجش دموکراسی تأکید دارند.

## نقد شاخص‌های دموکراسی
شاخص‌های جهانی دموکراسی، هرچند گسترده مورد استفاده قرار می‌گیرند، اما از سوی برخی پژوهشگران مورد نقد واقع شده‌اند. یکی از اصلی‌ترین نقدها به شیوهٔ مفهومی‌سازی و طراحی شاخص‌ها بازمی‌گردد.
همچنین برخی پژوهشگران مانند اندرو لیتل و آن منگ به وجود سوگیری‌های زمانی در داده‌های کُدگذاری‌شده توسط کارشناسان اشاره کرده‌اند و بر لزوم بهبود فرایندهای کُدگذاری تأکید دارند.
در مقابل، پژوهشی توسط کارل هنریک ناتسن و همکارانش نشان می‌دهد که داده‌های حاصل از روش‌های کارشناسیِ پروژه‌هایی مانند V-Dem با استفاده از تکنیک‌های آماری همچون تحلیل عاملی و نظریهٔ پاسخ‌گویی به گویه‌ها (IRT)، سوگیری کارشناسی را تا حد زیادی کاهش داده‌اند.